# Maurice de Praetere
Maurice de Praetere is een personage uit de televisiereeks F.C. De Kampioenen, gespeeld door Tuur De Weert. Vanaf 2003 (reeks 13) was hij te zien als gastpersonage. Vanaf 2005 (reeks 16) behoorde hij tot de hoofdpersonages.

## Personage
Maurice is de vaste vriend van Pascale De Backer. Ze leerden elkaar in 2003 kennen toen Maurice haar woonkamer kwam behangen in opdracht van Balthazar Boma. Die heeft daar nog lang veel spijt van gehad, omdat ook Boma een oogje op Pascale heeft. Enige tijd later kregen ze een echte relatie en in de slotaflevering van de serie trouwden ze.
Maurice is een stille, rustige gemeentearbeider. Hij is afkomstig uit Broechem. Maurice was erg gehecht aan zijn moeder ('maman') en kon haar dan ook niet missen. In de beginperiode van hun relatie moest Maurice vaak afspraakjes uitstellen omdat zijn moeder hem nodig had. In reeks 17 besloten Pascale en Maurice te gaan samenwonen. Maurice zocht een kamer in een rusthuis voor zijn moeder, met behulp van burgemeester Freddy Van Overloop. Boma, die hoopte dat Pascale terug op hem zou vallen als Maurice geen onderkomen voor maman vond, zorgde ervoor dat maman helemaal onder aan de wachtlijst kwam te staan. Maurice omzeilde echter dit probleem en bracht zijn moeder mee naar Pascale. Tussen reeks 17 en reeks 18 overleed maman echter. Maurice had het erg moeilijk met dit zware verlies. Hij wist ook met zijn vrije tijd geen blijf meer waardoor hij iedereen op de zenuwen werkte tot hij een nieuwe bezigheid kreeg: hij werd aangesteld tot materiaalmeester en penningmeester van F.C. De Kampioenen.
Maurice is van adel, hij is een jonkheer. Daardoor wordt zijn familienaam (de Praetere) met "kleine d" geschreven. Zijn familie was in het bezit van een kasteel. Toen de moeder van Maurice gestorven was, werd Maurice eigenaar. Pascale hoopte om er te kunnen gaan wonen, maar het gebouw was te bouwvallig.
Maurice is een concurrent van Fernand Costermans op professioneel vlak, omdat hij de klusjes opknapt die Fernand voor zijn komst opknapte (en maar half zo goed). Hij is ook een concurrent van Boma op relationeel vlak omdat hij een relatie heeft met Pascale, op wie Boma al jaren een oogje heeft. Beiden zijn Maurice liever kwijt dan rijk en spannen dan ook vaak samen tegen hem.
Maurice houdt van vissen en gaat ook op jacht. Hij is een man met een verleden: in reeks 18 raakte op de paardenrennen in Oostende bekend dat hij vroeger last heeft gehad van een gokverslaving en in de aflevering "Proost!" uit reeks 17 is te zien dat hij ook een drankverslaving had. Om die reden drinkt Maurice steeds een "orangeade".
Hij beschikt over een enorme hoeveelheid kennis en houdt dan ook graag ellenlange verhalen over onderwerpen die de Kampioenen niet interesseren. In reeks 18 wordt bijvoorbeeld duidelijk dat Maurice zijn "Ik zeg altijd..."- zinnetjes uit het hoofd leert uit een boek waar deze allemaal in staan en dat hij een 28-delige encyclopedie letterlijk uit het hoofd kent. Toen hij in reeks 14 deelnam aan het quizprogramma Quix, won hij van Carmen, maar haalde hij het niet in de finale omdat hij een lang verhaal afstak over het Atomium.
Alhoewel Maurice normaliter erg rustig is, durft hij toch weleens erg kwaad te reageren en een ruzie of discussie met een luide "Genoeg!" te beëindigen.

## Uiterlijke kenmerken
- Grijs haar, kaal bovenaan
- Grijze snor
- Witte pet

## Slagzinnen
- "Ik zeg altijd ..."
- "Genoeg!"
- "Wist ge dat ..."
- "Een orangeade ..."
- "Pascale, genoeg!"